# قصبة ثالثية

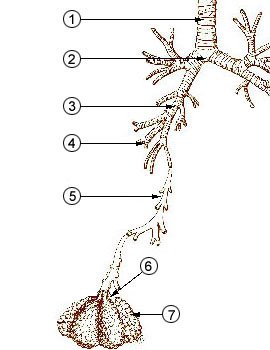
المسالك الهوائية :
1. الرغامي
2.قَصَبَة رئيسية
3. قصبة فصية
4. قصبة ثالثية
5. قصيبة
6 القنوات السنخية
7. اكياس سنخية

قصبة ثالثية أو قصبة القطع (بالإنجليزية: Tertiary bronchus)‏ هي فرع من القصبة الفصية: القصبات الفصية تتفرع إلى قَصَباتُ ثالثية والمعروفة أيضا باسم قصبات القطعية لأن كل منها تزود قطعة قصبية رئوية مستقلة داخل كل فص. القَصَباتُ الثالثية تتفرع إلى القصيبات الرئيسية. يوجد 10 قصبات ثالثية في الرئة اليمنى و 8 قصبات ثالثية في الرئة اليسرى.
لمعات (تجويفات) القصبات الفصية مغطاة بطبقة ظهارة تنفسية وتحتها طبقة عضلات لا إرادية. تحيط العضلات اللا إرادية صفيحات مبعثرة من الغضروف الهياليني التي تساعد في الحفاظ على فتحة القَصَبَة.